# Mengpeng Zhen
Mengpeng Zhen (kinesiska: 勐捧, 勐捧镇) är en köping i Kina. Den ligger i provinsen Yunnan, i den sydvästra delen av landet, omkring 390 kilometer väster om provinshuvudstaden Kunming.
Genomsnittlig årsnederbörd är 1 232 millimeter. Den regnigaste månaden är juli, med i genomsnitt 335 mm nederbörd, och den torraste är februari, med 7 mm nederbörd.